# Чемпионат Европы по футболу 2020 среди юношей до 19 лет
Чемпионат Европы по футболу среди юношей до 19 лет 2020 года — отменённый чемпионат Европы по футболу среди юношей, который должен был стать 19-м и 69-м, если учитывать все юношеские чемпионаты. 9 декабря 2016 года страной-хозяйкой была выбрана Северная Ирландия. В этом турнире имеют право принимать участие игроки, родившиеся после 1 января 2001 года.
Финальный турнир изначально планировалось провести летом 2020 года, но из-за пандемии COVID-19 проведение элитного раунда отборочного турнира и финального турнира откладывалось, а в октябре 2020 года данные соревнования были отменены.
Финальный турнир должен был стать квалификацией к чемпионату мира 2021 среди игроков до 20 лет: путёвки должны были получить пять лучших команд. В итоге УЕФА было принято решение квалифицировать на чемпионат мира пять лучших сборных в соответствии с рейтингом коэффициентов квалификационного раунда, ими стали команды Англии, Италии, Нидерландов, Португалии и Франции.

## Отборочный турнир
Схема проведения отборочного турнира к финальной части Чемпионата Европы по футболу 2020 предусматривала проведение двух раундов:
- Отборочный раунд
- Элитный раунд

В отборочном раунде, матчи которого прошли в октябре и ноябре 2019 года, приняли участие 52 команды (Северная Ирландия автоматически попала в финальную часть на правах хозяина турнира, Португалия автоматически прошли в элитный раунд как команда с наивысшим коэффициентом, Лихтенштейн не участвует), которые были поделены на 13 групп по 4 команды. В элитный раунд попадали победители групп, команды, занявшие вторые места и лучшая команда, занявшая 3 место.
В элитном раунде должны были принять участие 28 команд (27 команд, отобравшихся на стадии отборочного раунда, плюс Португалия), которые были бы разделены на 7 групп по 4 команды. Победители групп, а также сборная Северной Ирландии, выходили в финальную часть.

### Жеребьёвка
Жеребьёвка квалификационного раунда состоялась 6 декабря 2018 года в штаб-квартире УЕФА в Ньоне.
Команды были разбиты на четыре корзины, согласно рейтингу, заработанному в ходе выступлений на последних трёх чемпионатах Европы (в том числе и в отборочных турнирах).
В ходе жеребьёвки, по политическим причинам, между собой были разведены сборные Сербии и Косово, Азербайджана и Армении, Боснии и Косово, которые не могли попасть в одну группу.

### Квалифицировались в финальный турнир
| Сборная           | Способ квалификации               | Дата квалификации | Участие | Подряд | В последний раз | Лучший результат      |
| ----------------- | --------------------------------- | ----------------- | ------- | ------ | --------------- | --------------------- |
| Северная Ирландия | Хозяева                           | 9 декабря 2016    | 2       | 1      | 2005            | Групповой этап (2005) |
|                   | Элитный раунд группа 1 победитель |                   |         |        |                 |                       |
|                   | Элитный раунд группа 2 победитель |                   |         |        |                 |                       |
|                   | Элитный раунд группа 3 победитель |                   |         |        |                 |                       |
|                   | Элитный раунд группа 4 победитель |                   |         |        |                 |                       |
|                   | Элитный раунд группа 5 победитель |                   |         |        |                 |                       |
|                   | Элитный раунд группа 6 победитель |                   |         |        |                 |                       |
|                   | Элитный раунд группа 7 победитель |                   |         |        |                 |                       |

## Изменения сроков проведения и отмена элитного раунда и финального турнира
Изначальные сроки проведения элитного раунда квалификационного турнира: 25—31 марта 2020 года, финального турнира — лето 2020 года (после окончания отборочного раунда квалификации назывались сроки с 19 июля по 1 августа 2020 года, затем с 13 по 26 июля 2020 года).
12 марта 2020 года УЕФА объявил о переносе соревнований из-за пандемии COVID-19.
1 апреля 2020 года проведение финального турнира было отложено
17 июня 2020 года УЕФА объявил о переносе элитного раунда на 2—8 сентября 2020 года и утверждении новых дат финального турнира: с 7 по 14 октября — групповой этап и с 11 по 14 ноября 2020 года — плей-офф.
13 августа 2020 года после консультаций с 55 ассоциациями-членами УЕФА объявил о переносе элитного раунда на октябрь 2020 года, сроки проведения финального турнира также были изменены: групповой этапа был намечен на ноябрь 2020 года, плей-офф — на март 2021 года.
16 сентября 2020 года УЕФА объявил о переносе элитного раунда на ноябрь 2020 года, также было заявлено об изменении схемы финального турнира (март 2021 года): групповой турнир упраздняется и заменяется матчами 1/4 финала.
20 октября было принято решение об отмене элитного раунда и финального турнира.

## Планировавшиеся места проведения
|                     | Белфаст Портадаун Баллимина Лерган |                    |
| Белфаст             | Белфаст Портадаун Баллимина Лерган | Баллимина          |
| ------------------- | ---------------------------------- | ------------------ |
| Уиндзор Парк        | Белфаст Портадаун Баллимина Лерган | Баллимина          |
| Вместимость: 18,614 | Белфаст Портадаун Баллимина Лерган | Вместимость: 3,600 |
|                     | Белфаст Портадаун Баллимина Лерган |                    |
| Портадаун           | Белфаст Портадаун Баллимина Лерган | Лерган             |
| Шемрок Парк         | Белфаст Портадаун Баллимина Лерган | Mourneview Park    |
| Вместимость: 2,770  | Белфаст Портадаун Баллимина Лерган | Вместимость: 4,160 |
|                     | Белфаст Портадаун Баллимина Лерган |                    |

## Финальный турнир (отменён)

### Групповой этап (изначально запланированный)
Команды, занявшие в группах первое и второе место, выходят в полуфинал и квалифицируются на чемпионат мира 2021 года. Команды, занявшие третье место в группах, сыграют в матче плей-офф, победитель которого квалифицируется на чемпионат мира 2021 года.

Критерии
За каждый матч на групповом этапе команда получает 3 очка за победу, 1 очко за ничью и 0 очков за поражение. В случае равенства очков у двух и более команд применяются дополнительные критерии классификации:
1. очки в очных встречах;
2. разница голов в очных встречах;
3. голы, забитые в очных встречах;
4. если после применения предыдущих критериев две команды по-прежнему имеют равные показатели, для определения итогового турнирного положения эти критерии применяются исключительно к матчам с участием этих двух команд; если и эта процедура не позволяет принять окончательное решение, то используются нижеследующие критерии:
5. разница голов, забитых во всех матчах группового этапа;
6. голы, забитые во всех матчах группового этапа;
7. послематчевые пенальти, если команды, равные по вышеперечисленным показателям, играют в последнем матче группового этапа;
8. дисциплинарные очки (красная карточка = 3 очка, жёлтая карточка = 1 очко, удаление за две жёлтые карточки = 3 очка);
9. коэффициент UEFA на момент жеребьёвки;
10. жребий.

Время начала матчей, утверждённое до изменения сроков проведения и отмены турнира, указано британское летнее (BST), UTC+1).

#### Группа A
| Поз | Команда               | И | В | Н | П | МЗ | МП | РМ | О | Квалификация                        |
| --- | --------------------- | - | - | - | - | -- | -- | -- | - | ----------------------------------- |
| 1   | Северная Ирландия (Х) | 0 | 0 | 0 | 0 | 0  | 0  | 0  | 0 | Плей-офф и чемпионат мира 2021      |
| 2   | A2                    | 0 | 0 | 0 | 0 | 0  | 0  | 0  | 0 | Плей-офф и чемпионат мира 2021      |
| 3   | A3                    | 0 | 0 | 0 | 0 | 0  | 0  | 0  | 0 | Плей-офф за выход на чемпионат мира |
| 4   | A4                    | 0 | 0 | 0 | 0 | 0  | 0  | 0  | 0 |                                     |

| Северная Ирландия | Отменён | A4 |
| ----------------- | ------- | -- |
|                   |         |    |

| A3 | Отменён | A2 |
| -- | ------- | -- |
|    |         |    |

| Северная Ирландия | Отменён | A3 |
| ----------------- | ------- | -- |
|                   |         |    |

| A2 | Отменён | A4 |
| -- | ------- | -- |
|    |         |    |

| A2 | Отменён | Северная Ирландия |
| -- | ------- | ----------------- |
|    |         |                   |

| A4 | Отменён | A3 |
| -- | ------- | -- |
|    |         |    |

#### Группа B
| Поз | Команда | И | В | Н | П | МЗ | МП | РМ | О | Квалификация                        |
| --- | ------- | - | - | - | - | -- | -- | -- | - | ----------------------------------- |
| 1   | B1      | 0 | 0 | 0 | 0 | 0  | 0  | 0  | 0 | Плей-офф и чемпионат мира 2021      |
| 2   | B2      | 0 | 0 | 0 | 0 | 0  | 0  | 0  | 0 | Плей-офф и чемпионат мира 2021      |
| 3   | B3      | 0 | 0 | 0 | 0 | 0  | 0  | 0  | 0 | Плей-офф за выход на чемпионат мира |
| 4   | B4      | 0 | 0 | 0 | 0 | 0  | 0  | 0  | 0 |                                     |

| B1 | Отменён | B4 |
| -- | ------- | -- |
|    |         |    |

| B3 | Отменён | B2 |
| -- | ------- | -- |
|    |         |    |

| B1 | Отменён | B3 |
| -- | ------- | -- |
|    |         |    |

| B2 | Отменён | B4 |
| -- | ------- | -- |
|    |         |    |

| B2 | Отменён | B1 |
| -- | ------- | -- |
|    |         |    |

| B4 | Отменён | B3 |
| -- | ------- | -- |
|    |         |    |